# 伊藤涼太
伊藤 涼太（いとう りょうた、1990年7月3日 - ）は、中日カントリークラブに所属していたゴルファー。
三重県鈴鹿市出身。身長174cm、体重74kg。血液型O型。父親はゴルフ練習場の経営者で、7歳の時に父の指導でゴルフを始める。
10歳の時に世界ジュニアゴルフ選手権で優勝。ジョージア東海クラシック大会に12歳99日での史上最年少出場を果たす。
2004年には日本アマチュアゴルフ選手権で2位に入賞。アメリカの登龍門・全米アマチュアゴルフ選手権に出場し、タイガー・ウッズの記録を破って史上最年少で予選を突破。サントリーオープン男子ツアーでは14歳2か月で史上最年少で予選通過した。
2005年には男子ゴルフツアーで6週連続予選通過を果たす。KBCオーガスタでは6位に入賞し、史上最年少トップ10でフィニッシュした。
福井工業大学附属福井高等学校を卒業後、2009年4月より日本大学に入学、その後中退。

## 成績

### 2000年
- 世界ジュニアゴルフ選手権 優勝

### 2001年
- 三重県オープンゴルフ選手権 2位 ローアマチュア

### 2002年
- 中部オープン選手権 アマチュアの部3位
- 東海マスターズゴルフ選手権 優勝

### 2003年
- 佐々部杯 優勝
- 東海マスターズゴルフ選手権 優勝
- 日本アマチュアゴルフ選手権 ベスト16
- 全日本パブリック選手権 3位
- 中部アマチュアゴルフ選手権 2位
- 岐阜県オープンゴルフ選手権 アマチュアの部2位

### 2004年
- 中部アマチュアゴルフ選手権 3位
- 中部アマプロゴルフ選手権 3位
- 全米アマチュアゴルフ選手権 予選突破（本戦1回戦でアメリカのクリス・ナレンに7アンド6の大敗）
- 日本アマチュアゴルフ選手権 2位
- サントリーオープン ローアマチュア

### 2005年
- 第90回日本アマチュアゴルフ選手権競技 予選14位タイ ベスト8
- アイフルカップ ローアマチュア 29位タイ
- サン・クロレラクラシック ローアマチュア 33位タイ
- アンダーアーマーKBCオーガスタ ローアマチュア 6位タイ
- フジサンケイクラシック ローアマチュア 57位
- サントリーオープン ローアマチュア 38位
- ANAオープン ローアマチュア 12位

### 2009年
- 日本アマチュアゴルフ選手権 ベスト16

### 2012年
- 日本アマチュアゴルフ選手権 ベスト16